# Nairi
Nairi  era il nome in lingua accadica (KUR.KUR Na-i-ri, o Na-'i-ru) di una confederazione di tribù stanziata sulle alture dell'attuale Armenia, corrispondente circa alle odierne province turche di Van e Hakkâri. Nairi può quasi sicuramente essere fatta coincidere con Nihriya, nota grazie alle fonti mesopotamiche, ittite e urartee.
Durante il collasso dell'età del bronzo (XIII-XII secolo a.C.), le tribù Nairi erano considerati una forza abbastanza da potersi contrappore ai ben più potenti Assiri e Ittiti. La battaglia di Nihriya, punto culminante delle ostilità tra Ittiti e Assiri per il controllo dei resti dell'impero di Mitanni, si svolse in questo luogo attorno al 1230. Nairi fu assorbita da Urartu nel X secolo a.C.

## Geografia
I nomi di 23 terre Nairi sono stati registrati da Tiglatpileser I (1114–1076 a.C.). L'estremo sud-orientale era Tumme, nota per essere stat a sud-ovest del lago di Urmia, mentre quello settentrionale era Daiaeni. Queste terre vengono citate nella lista dei re sconfitti: "il re di Tumme, il re di Tunube, il re di Tuali, il re di Kindari, il re di Uzula, il re di Unzamuni, il re di Andiabe, il re di Pilakinni, il re di Aturgini, il re di Kulibarzini, il re di Shinibirni, il re di Himua, il re di Paiteri, il re di Uiram, il re di Shururia, il re di Albaia, il re di Ugina, il re di Nazabia, il re di Abarsiuni ed il re di Daiaeni."

## Popolazione
L'ipotesi più accreditata, appoggiata anche dall'ittitologo tedesco Albrecht Goetze, sostiene che le tribù Nairi siano state un gruppo hurriti, legati ai contemporanei Mitanni (Götze 1936). Tuttavia, Benedict fece notare che fino a quel momento non esistevano prove di presenza hurrita nelle vicinanze del lago Van (Benedict 1960).
Un antico riferimento a Nairi si trova su una tavoletta risalente al tempo di Adad-nirari I (XIII secolo a.C.), che parla dell'acquisto di 128 cavalli dalla regione dei Nairi.
I Nairi combatterono contro le incursioni meridionali degli Assiri, ed alla fine si unirono a Urartu.